# La calda vita
La calda vita  é um filme italiano de 1963 dirigido por Florestano Vancini e inspirado no romance homônimo de Pier Antonio Quarantotti Gambini.
O romance que inspirou o filme era ambientado em Trieste, mas o filme teve sua ambientação no sul da Sardenha: as principais locações foram Cagliari e Villasimius, cujo litoral ainda não havia conhecido as construções silvestres dos anos posteriores.